# Hällas
Hallas (/ˈhɛlɑːs/) é uma banda sueca de rock progressivo formada em 2011 em Jönköping, Småland, por Tommy Alexanderson e Kasper Eriskon. Atualmente baseados em Linköping, Östergötland, eles tocam uma mistura de rock progressivo, hard rock e heavy metal inspirados em bandas dos anos 1970, resultando em um gênero que eles chamam de "rock de aventura".
A banda leva o nome do personagem principal das histórias que contam em suas letras; Hällas é um cavaleiro que vive em um universo medieval paralelo no qual "religiões semelhantemente, embora não necessariamente as que reconhecemos daqui, são muito prevalentes e onde tiranos traiçoeiros reinam terras à beira do apocalipse e onde os videntes ganharam tanta força que eles podem ditar o futuro e o passado ".

## História
A banda foi fundada em 2011 em Jönköping, Småland, pelo baixista / vocalista Tommy Alexanderson, o baterista Kasper Eriskon e um guitarrista como um trio de blues rock, mas logo eles começaram a incorporar elementos do heavy metal dos anos 1980 e a adotar uma abordagem mais progressiva para a composição. Depois de se mudarem para Linköping em Östergötland e se separarem de seu guitarrista, eles conheceram os guitarristas Marcus Peterson e Alexander Moraitis.
Eles gravaram seu primeiro EP no Treasuresound Studio (em Jönköping), que é administrado por seu atual tecladista Nicklas. Naquela época, ele ainda não era membro, mas foi convidado a se juntar ao grupo porque eles queriam ter órgãos e sintetizadores em suas músicas.
Depois do EP, eles fizeram uma turnê extensa e começaram a preparar seu álbum de estreia, Excerpts from a Future Past, um álbum conceitual.
No início de 2020, eles assinaram com a Napalm Records e lançaram seu segundo álbum, Conundrum, em 31 de janeiro. Foi gravada no Riksmixningsverket em Estocolmo e alcançou as 42ª e 84ª posições nas paradas sueca e alemã, respectivamente. O álbum encerra uma trama que começou em seu EP e continuou em seu álbum de estreia.
Em 2020, eles foram indicados ao prêmio P3 Guld na categoria rock / metal.
Em dezembro de 2020, eles lançaram um vídeo para "Carry On", uma faixa de seu segundo álbum.
Em janeiro de 2022, a banda anunciou que seu terceiro álbum de estúdio, batizado como Isle of Wisdom, seria lançado em 8 de abril pela Napalm.

## Estilo musical
A música de Hällas tem sido descrita como uma mistura de rock progressivo, hard rock e heavy metal inspirado em bandas dos anos 1970, resultando em um gênero que eles chamam de "rock de aventura". Eles citam bandas de rock progressivo dos anos 1970 como influências, como Genesis, Uriah Heep, Cherry Five, Wishbone Ash, Camel, Nektar, Rush, Genesis, Banco del Mutuo Soccorso e Kebnekajse.
Os membros usam equipamentos vintage e modernos em suas apresentações.

## Membros
Membros atuais (quando de dezembro de 2020)
- Tommy Alexanderson - vocal principal, baixo
- Alexander Moraitis - guitarra
- Marcus Peterson - guitarra
- Nicklas Malmquist - órgão, sintetizador
- Kasper Eriskon - bateria, percussão

## Discografia

### Álbuns de estúdio
| Excerpts of a Future Past                                                                 | - Lançado em: 2018 - Gravadora: The Sign Records                                                      | -  | -  |
| Conundrum                                                                                 | - Lançado: 14 de fevereiro de 2020 - Gravadora: RMV Grammofon (Escandinávia), Napalm (resto do mundo) | 42 | 84 |
| Isle of Wisdom                                                                            | - Lançado: 8 de abril de 2022 - Gravadora: Napalm                                                     |    |    |
| "-" denota uma gravação que não apareceu na parada ou não foi lançada naquele território. | |    |    |